# Святые покровители Венеции
Святые покровители Венеции
Город Венеция в древности почитал своим главным покровителем св. Феодора Тирона. Впоследствии, с 828 года главным покровителем города стал почитаться св. апостол и евангелист Марк. Некоторые эпидемии в последующие столетия привели к тому, что Венецианцы стали обращаться за заступничеством перед Богом к особым святым, которые были позже признаны святыми покровителями города. В 600-е годы Венецианская республика участвовала в различных войнах, что явило новую волну заявлений о новых святых покровителей. Наконец, в XVIII веке Патриарх Венеции провозгласил новых святых покровителей: вместе с ними у города сейчас с эти 25 святых покровителей .

## Основные дни празднования
- 25 марта: Благовещение Пресвятой Богородицы. 25 марта 421 года — день основания Венеции.
- 25 апреля: память святого апостола и евангелиста Марка. 828 год — перенесение мощей святого апостола Марка.
- 8 января: память Лаврентия Джустиниани, первого патриарха Венеции.

## Святые, почитаемые с древних времён, и местночтимые святые
- 12 июля: святые Гермагор и Фортунат.
- 22 июля: святая равноапостольная Мария Магдалена (почитается покровительницей на случай войны).
- 7 октября: святая Иустина Падуанская (почитается покровительницей на случай войны).